# Sergius I.
Svatý Sergius I. (okolo roku 650 Palermo, Sicílie – 8. září 701 Řím) byl papežem od 15. prosince 687 až do své smrti.

## Život
Sergius byl syrského původu a jako kněz sloužil za pontifikátu papežů sv. Lva II. a Konona. Po něm nastoupil do úřadu, když byl zvolen oproti svým dvěma protikandidátům, Paschalovi a Theodorovi.
V průběhu svého pontifikátu vystoupil například proti Trullské synodě. Pro práci církve se orientoval na Anglosasy a Franky. Pokřtil wessexského krále Cædwallu (v Římě na Velikonoce 689) a roku 691 konsekroval biskupem sv. Wilfrida z Yorku.